# 태 (영화)
"태"(胎, Life Line)는 한국에서 제작된 하명중 감독의 1985년 영화이다. 이혜숙 등이 주연으로 출연하였고 박경애 등이 제작에 참여하였다.

## 출연

### 주연
- 이혜숙
- 마흥식
- 채희아
- 백황기

### 조연
- 최일
- 송일근
- 신동욱
- 나소운

## 기타
- 원작자: 천승세
- 조명: 김진도
- 녹음: 김경일
- 음향효과: 양대호
- 의상: 이해윤